# 宮原華音
宮原 華音（みやはら かのん、1996年4月8日 - ）は、日本のモデル、女優、格闘家。NRC PRODUCTION所属。東京都西多摩郡出身。

## 略歴
母の実家である秋田県湯沢市で生まれ、その後東京に移住。3歳から水泳を習い、小学2年生の時に空手を習い始める（段位は初段、流派は松濤館流、國際松濤館空手道連盟所属）。小学5年生の時に第7回全日本少年少女空手道選手権大会（2007年8月、女子・組手部門）で優勝し、全国大会3連覇を記録。
中学校に進学後も第25回東京都中学生空手道選手権大会で準優勝（2011年7月）、第14回関東中学生空手道選手権大会（2011年10月）でもベスト4に入る。高校進学後も空手を続け、インターハイ優勝を目指していた。
空手以外では、小学5・6年生時に雑誌『ニコ☆プチ』の読者モデルを務め、芸能界に興味を持ちオーディションをいくつも受けるが、落選が続く。中学では陸上部に所属。100m走と砲丸投では都大会ベスト8の実績もある。中学3年からダンス（ヒップホップ）も習い始めた。
中学3年時の2011年11月、2012年度三愛水着イメージガールに就任。2002年度の同社イメージガール創設から初の一般応募からの選出で、当時15歳での就任は同イメージガール史上最年少記録となった。イメージガール就任後は、6代前（2006年）のイメージガール・杉本有美が在籍していたタンバリンアーティスツに所属することになった。
2013年8月、『時空警察ヴェッカー1983』にて初舞台。2014年、『ハイキック・エンジェルス』で映画初主演。その後も『仮面ライダーアマゾンズ』『BLOOD-C』シリーズなどアクション作品での活躍が目立つ。NHK Eテレの番組『すイエんサー』へのレギュラー出演もあった。
2017年、初のイメージビデオ『晴れ時々カノン』を発表。2018年にはテレビ番組『KUNOICHI』に出場。REDステージを経てBLUEステージに挑戦したが、ファイナルステージ進出はならなかった。
2019年3月に日本体育大学を卒業。
2021年10月31日、タンバリンアーティスツとの専属契約を終了。
2022年4月からキックボクシング興行「RISE」のラウンドガール「R-1SE Force」として活動。それと並行して宮城大樹が代表を務める「TARGET SHIBUYA」でキックの練習を積み、2023年1月22日にアマチュア大会「RISE Nova」に出場して対戦相手を開始15秒で右ミドルキックでKOする。4月21日にプロの選手としてRISEの本興行に出場することになり、1回39秒KO勝利を挙げ、直後にはラウンドガールとしての仕事もこなした。
2023年9月から『仮面ライダーガッチャード』で冥黒の三姉妹の一人、クロトー役で出演。

## 人物
- 一人っ子で、ペットは犬のミニチュアピンシャーを飼っている[28]。
- 好きな雑誌、またはよく目を通す雑誌には『JJ』、『CanCam』をあげている[29][30]。
- 憧れの人には木下優樹菜、黒木メイサ、土屋アンナ、冨永愛をあげている[31]。
- 空手と柔道で黒帯を持っている[32]。

## 作品

### DVD
- 晴れ時々カノン（2017年2月17日、イーネット・フロンティア）
- Kanon 宮原華音（2017年8月31日、エスデジタル）

## 出演

### 映画
- ハイキック・エンジェルス（2014年6月14日、アマゾンラテルナ） - 主演・山波サクラ 役
- 暗殺教室（2015年3月21日、東宝） - 片岡メグ 役[4]
  - 暗殺教室〜卒業編〜（2016年3月25日、東宝）
- リアル鬼ごっこ（2015年7月11日） - ちひろ 役[33]
- BLOOD-Cシリーズ - 更衣小夜 役
  - 阿修羅少女〜BLOOD-C異聞〜（2017年8月26日）[20][34]
  - BLOOD-CLUB DOLLS 1（2018年10月13日）[20]
  - BLOOD-CLUB DOLLS 2（2020年7月11日）[35]
- 仮面ライダーアマゾンズ THE MOVIE 最後ノ審判（2018年5月19日、東映） - 高井望 役[36]
- BLACKFOX: Age of the Ninja（2019年10月5日、東映 ※ウェブ配信） - ウト 役[37]
- 騎士竜戦隊リュウソウジャー 特別編 メモリー・オブ・ソウルメイツ（2021年2月20日、東映） - マイコ[38] / マイコマイナソー 役
- 妖獣奇譚 ニンジャVSシャーク （2023年4月14日、エクストリーム） - 百園菊魔 役[39]
- FIY-DEATH AILAND- (2022年3月8日） - 明菜ロイ役
- 仮面ライダーガッチャード ザ・フューチャー・デイブレイク（2024年7月26日） - クロトー 役
- 英雄傳（2025年5月23日公開予定、アルバトロス・フィルム） - 華蓮 役[40]

### テレビドラマ
- ウルトラマンZ 第8話（2020年8月8日、テレビ東京） - ミステリアス美女・姉 / ピット星人ファ（声） 役
- 仮面ライダーガッチャード（2023年9月3日 - 2024年8月25日、テレビ朝日） - クロトー 役[41]、ヴァンフェンリルの声[42]
- 打天下2（中国語版）（香港、2024年4月15日 、ViuTV） - 相川璃亜 役
- SHOGUN’S NINJA-将軍乃忍者-（2025年3月21日、関西テレビ） - 主演・お喬 役（山田姫奈とW主演）[43]

### ウェブドラマ
- 仮面ライダーアマゾンズ（Amazon Prime Video） - 高井望 役
  - シーズン1（2016年4月1日 - 6月24日）
  - シーズン2（2017年4月7日 - 6月30日）[19]
- 冥黒の黙示録 ラケシス（2025年4月6日、東映特撮ファンクラブ） - クロトー 役[44]
- 仮面ライダーマジェード withガールズリミックス（2025年5月11日、東映特撮ファンクラブ） - 高井望 役[45]

### 舞台
- アリスインプロジェクト「時空警察ヴェッカー1983」（2013年8月14日 - 18日、笹塚ファクトリー） - リミット 役[18]
- ACRAF「天誅 舞台版」（2014年5月7日 - 11日、新宿御苑前・シアターサンモール） - 綺羅 役
- アリスインプロジェクト「戦国降臨ガール・ReBirth[46]」（2014年10月29日 - 11月3日、新馬場・六行会ホール） - 真田幸村 役
- NEGA「ペルソナ4 ジ・アルティメット イン マヨナカアリーナ」 - アイギス 役
  - NEGA「ペルソナ4 ジ・アルティメット イン マヨナカアリーナ」（2014年12月19日 - 23日、池袋・東京芸術劇場プレイハウス）
  - NEGA「ペルソナ4 ジ・アルティマックス ウルトラスープレックスホールド」（2016年7月6日 - 10日、東京ドームシティ シアターGロッソ）
- タンバリンプロデューサーズ「舞台 鬼切丸」（2015年1月24日 - 2月1日、あうるすぽっと） - 小山内鈴香 役
- NEGA「BLOOD-C The LAST MIND[47]」（2015年7月2日 - 5日、三軒茶屋・世田谷パブリックシアター） - 主演・更衣小夜 役
- 秦組「らん」（2018年1月17日 - 21日、全労済ホール スペース・ゼロ）[48]
- タンバリンステージ「NINJA ZONE」 - ヒロイン・如月桜 役
  - NINJA ZONE〜RISE OF THE KUNOICHI WARRIOR〜[49]（2018年9月5日 - 9日、六行会ホール）
  - NINJA ZONE〜FATE OF THE KUNOICHI WARRIOR〜（2019年9月4日 - 8日、六行会ホール）
- 体内活劇「はたらく細胞」Ⅱ（2019年9月27日 - 10月6日、シアター1010） - NK細胞 役
- 舞台版 ｢誰ガ為のアルケミスト｣ 〜聖ガ剣、十ノ戒〜（2020年3月13日 - 22日、ニコニコ生放送 ※無観客LIVE配信） - ヤウラス 役
- 劇団丸組第八回公演 新山猫最終章（2023年2月16日 - 19日、CBGKシブゲキ!!） - 会津娘子隊隊長 中野竹子 役[50]
- 死神遣いの事件帖 終（2025年8月7日 - 17日〈予定〉、サンシャイン劇場 / 8月21日〈予定〉、福岡サンパレス / 8月30日・31日〈予定〉、梅田芸術劇場 シアター・ドラマシティ / 9月5日・6日〈予定〉、こまつ芸術劇場うらら 大ホール / 9月13日 - 15日〈予定〉、京都劇場） - 時雨 役[51]
- かしこみかしこみ 第三回公演「ひたむき」（2025年11月19日 - 24日、千本桜ホール）[52]

### テレビ番組
- すイエんサー（2015年3月31日 - 2017年3月、NHK Eテレ）[21]
- KUNOICHI2018（2018年7月1日、TBS）[23]

### MV
- ウルトラタワー「RUBY SPARKS」（2014年8月6日）
- Czecho No Republic「Oh Yeah!!!!!!!」（2015年）

### CM
- インターネットCM ジョンソン株式会社 KIWIリフレッシュスプレー（2016年4月11日公開）
- フマキラーワンショット未来（2025年）[53]

### オリジナルビデオ
- 我ら3年G（ガッチャ）組（2024年4月10日・8月7日） - クロトー / 武闘派番長 役

### ラウンドガール
| 年     | 大会名 | ユニット名  | 他メンバー                                                     |
| ------ | ------ | ----------- | -------------------------------------------------------------- |
| 2022年 | RISE   | R-1SE Force | 桜りん、高橋凛、大貫彩香、広瀬晏夕、ペピ                       |
| 2023年 | RISE   | R-1SE Force | 桜りん、高橋凛、大貫彩香、霧島聖子、七瀬なな、ぽぽちゃん、セラ |

## 書籍
- 瞬撮アクションポーズ01 女子高生アクション編（2016年4月6日、玄光社）ISBN 978-4-7683-0715-1
- 瞬撮アクションポーズ03 刀剣・銃・少女バトル編（2016年11月25日、玄光社）ISBN 978-4-7683-0796-0

### デジタル写真集
- 三刀流（2023年10月16日、集英社、ASIN B0CKZ257WW）
- 美しきヒール（2023年10月16日、集英社、ASIN B0CKZ11YJR） - 坂巻有紗とともに
- 戦う女グラフィティ（2023年12月22日、集英社、ASIN B0CPY4S58Q）
- Fighting Lady（2024年7月12日、講談社、ASIN B0D9239J6S）
- kanon（2024年8月29日、エスデジタル）
- 〈Part2〉戦う女グラフィティ（2024年8月30日、講談社）
- DIGVII（2024年9月6日、主婦と生活社）
- そのギャップ反則です！（2024年9月17日、集英社）

## ディスコグラフィ

### キャラクターソング
| 発売日       | 商品名                             | 歌                                         | 楽曲                          | 備考                                               |
| ------------ | ---------------------------------- | ------------------------------------------ | ----------------------------- | -------------------------------------------------- |
| 2024年9月4日 | 仮面ライダーガッチャード SONG BEST | 冥黒の三姉妹（沖田絃乃&宮原華音&坂巻有紗） | 「CRY SIS」                   | 特撮テレビドラマ『仮面ライダーガッチャード』関連曲 |
| 2024年9月4日 | 仮面ライダーガッチャード SONG BEST | ガッチャオールスターズ                     | 「CHEMY×STORY Gotca Version」 | 特撮テレビドラマ『仮面ライダーガッチャード』関連曲 |

## 受賞
- ジャパンアクションアワード2017[54][55]
  - ベストアクション女優賞 優秀賞：宮原華音『仮面ライダーアマゾンズ』

## 戦績

### キックボクシング
| キックボクシング 戦績 | キックボクシング 戦績 | キックボクシング 戦績 | キックボクシング 戦績 | キックボクシング 戦績 | キックボクシング 戦績 | キックボクシング 戦績 |
| --------------------- | --------------------- | --------------------- | --------------------- | --------------------- | --------------------- | --------------------- |
| 1 試合                | (T)KO                 | 判定                  | その他                | 引き分け              | 無効試合              |                       |
| 1 勝                  | 1                     | 0                     | 0                     | 0                     | 0                     |                       |
| 0 敗                  | 0                     | 0                     | 0                     | 0                     | 0                     |                       |

| 勝敗 | 対戦相手   | 試合結果   | 大会名  | 開催年月日    |
| ○    | 金子久美子 | 1R 0:39 KO | RISE167 | 2023年4月21日 |

### ユニットメンバー
1. ↑  本島純政、松本麗世、藤林泰也、安倍乙、富園力也、宮原華音、坂巻有紗、熊木陸斗、加部亜門、福田沙紀